# Campionati mondiali di pattinaggio di velocità sprint 2018
I campionati mondiali di pattinaggio di velocità sprint 2018 si sono svolti a Changchun, in Cina, dal 3 al 4 marzo 2018, all'interno del Jilin Provincial Speed Skating Rink.

## Medagliere
| Pos.   | Nazione     | Oro | Argento | Bronzo | Totale |
| ------ | ----------- | --- | ------- | ------ | ------ |
| 1      | Paesi Bassi | 1   | 1       | 1      | 3      |
| 2      | Norvegia    | 1   | 0       | 0      | 1      |
| 3      | Stati Uniti | 0   | 1       | 0      | 1      |
| 4      | Russia      | 0   | 0       | 1      | 1      |
| Totale | Totale      | 2   | 2       | 2      | 6      |

## Podi
| Eventi             | Oro                         | Prestazione | Argento       | Prestazione | Bronzo         | Prestazione |
| Maschile dettagli  | Håvard Holmefjord Lorentzen | 139.360     | Kjeld Nuis    | 139.510     | Kai Verbij     | 139.535     |
| Femminile dettagli | Jorien ter Mors             | 150.375     | Brittany Bowe | 151.910     | Olga Fatkulina | 152.620     |